# シネストロ・コァ・ウォー
『シネストロ・コァ・ウォー』 (Sinestro Corps War) とは、DCコミックス社が2007年に行ったコミックブックのクロスオーバーである。原作はジェフ・ジョーンズとデイヴ・ギボンズ、作画はアイヴァン・ライス、パトリック・グリーソン、イーサン・ヴァン・スカイヴァーによる。全11話のメインストーリーは主として『グリーンランタン』（以下『GL』）誌および『グリーンランタン・コア』（以下『GLC』）誌上で2007年6月から12月にかけて展開された。またこの期間に『テールズ・オブ・ザ・シネストロ・コァ』（以下『テールズ』）と題した単発号が計4号出されたほか、『ブルービートル』誌でタイインが行われた。2018年には日本語版単行本全2巻が刊行された。
物語の中心となるのは、二つのコァが繰り広げる宇宙を股にかけた戦いである。一方のグリーンランタン・コァは汎宇宙的な警察組織で、着用者の意志を力に変えるパワーリングを授けられたグリーンランタンからなる。ハル・ジョーダンを始めとする地球のランタンたちの活躍によりコァは一時の危機を脱しつつあった。他方で、かつて優秀なランタンであったシネストロは、イエロー・パワーリングで武装した軍団シネストロ・コァを結成し、恐怖をもって宇宙を統治しようとする。このストーリーは1986年にアラン・ムーアが短編作品で提示したテーマをもとにしている。作中では多くのキャラクターが事件の余波を受けて（死や復活も含む）大きく変化した。
『シネストロ・コァ・ウォー』に対する批評家やファンの評価は非常に高かった。多くのレビュアーは本作を同年のコミックブックの首位に挙げ、第1話は2008年のアイズナー賞（ペンシラー・インカー部門）にノミネートされた。また売り上げ面でも好調で、いくつかの号は増刷された。本作は三部作の第二部であり、2005年のミニシリーズ『グリーンランタン:リバース』から続くものである。第三部『ブラッケスト・ナイト (Blackest Night)』は2009年に刊行された。

## 物語

### あらすじ
『グリーンランタン：リバース』において敗北を喫したシネストロが反物質宇宙の惑星クワード (Qward) に撤退するところで物語は幕を開ける。シネストロは全宇宙に探索の手を伸ばし、「敵に恐怖を植えつける」能力に優れた者を集めてシネストロ・コァを結成する。隊員はそれぞれ、グリーンランタンの制式装備であるパワーリングを模したイエロー・パワーリングを与えられた。その中には恐怖の化身パララックスや復活したアンチモニターさえも含まれていた。シネストロ・コァはグリーンランタン・コァのみならず、正宇宙に対して全面的な攻撃を開始する。
シネストロ・コァはグリーンランタンの本拠地である惑星オアを急襲して多大な損害を与え、収監されていたスーパーマン・プライムとサイボーグ・スーパーマンを解放する。カイル・レイナーは捕えられ、クワードに転送される。シネストロはレイナーから共生体イオンを分離し、代わりにパララックスを憑依させる。ハル・ジョーダン、ジョン・スチュワート、ガイ・ガードナーの3人はレイナーの救出を計画するが、逆に罠にかかってクワードに転移させられる。ジョーダンは単身でレイナー/パララックスと対峙するが、別のグループ「ロスト・ランタンズ」がそこを急襲し、犠牲者を出しながらもジョーダンとともに地下通路へ逃れる。彼らは「クライシス」の首魁アンチモニターと遭遇して衝撃を受けるが、イオンやスチュワート、ガードナーとの合流を果たし、一丸となって正宇宙へと脱出する。ジョーダンらはジャスティス・リーグにアンチモニターの再来を伝えるため地球に向かう。
シネストロ・コァは全宇宙に展開し、各セクターのグリーンランタンに襲撃を仕掛ける。ランタン隊の中核をなす惑星生命体モゴは戦闘の焦点となり、防衛に就いた古参兵キロウォグは多くのルーキーを抱えて苦戦する。この事態に対処するため、グリーンランタン・コァを統括するガーディアンズは聖なる書物「オアの書」の改変に踏み切る。反対したガーディアンのガンセットとセイドはオアから追放される。「オアの書」から不吉な「漆黒の夜」の預言は削除され、代わりに10か条の新しい法が書き加えられた。その第1条はシネストロ・コァへの致死力の行使を許可するものであった。勢いづいたモゴ防衛隊は、新人ソダム・ヤットの活躍もあって敵を撃退する。次の標的は惑星オアかと思われたが、シネストロ・コァは新造された惑星兵器ウォーワールドにセントラル・パワー・バッテリーを設置して拠点とし、地球に進路を取る。ハル・ジョーダンはシネストロの計画をグリーンランタン・コアに伝える。
グリーンランタンとシネストロ・コァ隊員は地球各地で戦いを繰り広げる。地球のランタンたちの活躍により寄生体パララックスはレイナーから切り離され、ガンセットとセイドによってパワー・バッテリーに封印された。ガンセットたちはジョン・スチュワートとガイ・ガードナーに「漆黒の夜」の預言を明かす。緑と黄色に加えて、それぞれ異なる感情を象徴する5つの色を帯びた新たなコァが出現する。必然的に「光の戦争」が始まり、すべてのコァが互いを滅ぼし合う中で「漆黒の夜」が到来するというのだった。
ガーディアンズが地球に到来し、新人ランタンのソダム・ヤットを新たなイオンに任じる。いつまでも続くかと思われたニューヨークの決戦は、地球のヒーローと結束したランタン隊の数の力により、シネストロ・コァの敗北に終わる。ガーディアンの一人が命を捨ててスーパーマン・プライムを別の平行世界に放逐し、スカーと呼ばれるガーディアンがアンチモニターによって重傷を負わされる中、ハル・ジョーダンとカイル・レイナーはシネストロを捕縛する。この戦闘で440人に上るランタンが命を落としたことが明かされる。
ガーディアンズは新しい法の第2の条文を発効させることを決める。「漆黒の夜」の預言が実現しつつあると気づいたガンセットとセイドは、宇宙に希望を伝える新たなコァを設置しようと考え、希望を力に変える青のパワーリングを託す相手を求めて旅立つ。アンチモニターは決戦のただなかに宇宙の虚空へと吹き飛ばされ、暗黒の惑星にたどり着いていた。そこで何者かがアンチモニターに接触し、ブラック・パワー・バッテリーへと生まれ変わらせた。

### 登場人物

#### 地球のグリーンランタン
- ハル・ジョーダン (Hal Jordan)
元空軍パイロット。かつては宇宙最高のグリーンランタンと呼ばれたが、パララックスに憑依されて狂乱し、グリーンランタン・コァを壊滅させた[10]。その後、自己犠牲的な死と再誕を経て、今ではグリーンランタン・コァの再建に尽力している[11]。
- カイル・レイナー (Kyle Rayner)
ジョーダンが引き起こした惨劇の直後、最後のグリーンランタンに選出されてコァの命脈をつないだ[10]。イオンの依代となって能力を飛躍的に高めるが[12]、母を病から救えなかったことで意気消沈している。
- ガイ・ガードナー (Guy Gardner)
ハル・ジョーダンの活動初期に、その代理要員に任じられた男性。傲岸な性格でジョーダンへのライバル意識が強い[10]。再建後のコァではオナーランタンに昇格した[11]。
- ジョン・スチュワート (John Stewart)
ガイ・ガードナーの代理要員から正ランタンの地位に上った。冷静沈着な性格の建築家[10]。

#### グリーンランタン・コァ
- キロウォグ (Kilowog)
猪のような容貌を持つベテランのランタン。訓練生を鍛える鬼教官で[11]、「プーザー（役立たずの新米）」が口癖[10]。
- モゴ (Mogo)
自我を持った惑星のグリーンランタン。持ち主を失ったパワーリングを新たな適格者の下に導く役割を持つ、コァ存続の要[13]。
- ソラニク・ナトゥ (Soranik Natu)
コルガー人の新人ランタン。シネストロと関わりがある。本来は医師だが、政治的に混乱したコルガーにおいて英雄の役を期待されている[14]。
- ソダム・ヤット (Sodam Yat)
際立った優秀さを見せる新人ランタン。モゴの防衛にあたる。
- アリシア・ラァブ (Arisia Rrab)
古株ランタン。金色の肌と尖った耳を持つヒューマノイド。モゴ防衛戦において新人のソダム・ヤットをサポートする。
- キハーン (Ke'Haan)
ジョーダン/パララックスによる殺戮を生き延びた「ロスト・ランタンズ」の一人[11]。イオン救出の使命を帯びて惑星クワードに潜入する。
- イオン (Ion)
「グリーンランタンの守護天使」と呼ばれる[12]。グリーンランタンと共生して強大な力を与える存在。

#### ガーディアンズ・オブ・ザ・ユニバース
- ガンセット (Ganthet)
厳格な法によってコァを統括するガーディアンズの一人だが、例外的に人間の感情に理解を見せる[10]。地球のランタンたちに希望を見出している。
- セイド (Sayd)
ガンセットと行動を共にする女性ガーディアン。

#### シネストロ・コァ
- サール・シネストロ (Sinestro)
自他ともに認める最高のグリーンランタンだったが、自らの惑星コルガーに独裁制を敷いていたことをハル・ジョーダンによって告発され、反物質宇宙に放逐される[10]。復讐のためパララックスを操ってジョーダンを堕落させるが、コァを完全に消滅させるには至らず、ジョーダンらによって撃退された[15]。今作では恐怖を武器にして自らの支配を宇宙に広げようと試みる。
- アンチモニター (Anti-Monitor)
反物質宇宙の支配者。「クライシス」事件では多くの平行世界に破滅をもたらした。
- パララックス (Parallax)
恐怖の化身。はるかな昔、ガーディアンズによりセントラル・パワー・バッテリーに封じ込められたが、パワーリングを通じてグリーンランタンたちに影響を及ぼしていた[16]。ハル・ジョーダンに寄生して惨劇を起こさせるが、地球のランタンたちによって再び封印される[11]。
- サイボーグスーパーマン (Cyborg Superman)
本名ハンク・ヘンショウ。宇宙線事故の結果、機械に意識を移すことで死ねない存在となった。自己の消滅を願ってアンチモニターに従う[17]。
- スーパーボーイ・プライム (Superboy-Prime)
グリーンランタン・コァによって収監されていた、別の平行世界から来たスーパーマン。
- 考える都市ランクス (Ranx the Sentient City)
自我を持つ都市惑星。惑星モゴの攻撃にあたる。
- アモン・サー (Amon Sur)
元グリーンランタン。亡き父アビン・サーからパワーリングを受け継いだハル・ジョーダンに憎しみを抱く[11]。

### 本作で起きた変化
前年のDCでは、作中の時間を1年間先に進める企画「ワン・イヤー・レイター」が行われていたため、シネストロ・コァの存在は先行して何度も言及されてきたが、実際に登場したのは本作が初めてである。自らの名を冠した軍団を率いることになったシネストロは、ナチス・ドイツの指導者アドルフ・ヒトラーを思わせるキャラクターへと発展した。グリーンランタンの敵であったスーパーボーイ・プライム、サイボーグ・スーパーマン、マンハンターズらはシネストロ・コァの隊員となった。『クライシス・オン・インフィニット・アース』（1986年）以来の復活となるアンチモニターは、シネストロ・コァの「ガーディアン」役を務め、後にはブラックランタン隊のパワー・バッテリーになった。スーパーボーイ・プライムは本作の中でスーパーマン・プライムと改名した。表向きの理由は作中で成人したためだが、ジェフ・ジョーンズによれば、「スーパーボーイ」というキャラクター名の使用権に関する訴訟問題があったことも理由の一つである。
ヒーロー側にも変化があった。カイル・レイナーに代わって精神共生体イオンの依代となったソダム・ヤットは、ジョーンズによると「宇宙最強のグリーンランタン」となった。「オアの書」はガーディアンズによって改訂され、グリーンランタン・コァに関する法が新しく10か条追加された。最初の項目はシネストロ・コァに対しては致死力の行使を許可するというものである。ジェフ・ジョーンズは『GL』誌上で、一時は焼け野原となったコースト・シティが「恐怖を知らない街」として再建される過程を書いてきたが、本作ではそれが、ハル・ジョーダンが自身の再誕を受容する過程と重ね合わされた。単行本第2巻において、当初の構想ではジョン・スチュワートとガイ・ガードナーもパララックスに憑依される予定だったことが明かされ、二人がハル・ジョーダンと対決するイラストレーションが収録された。しかしジェフ・ジョーンズは、それではカイル・レイナーをパララックスにしたことの効果が弱まってしまうと考え、刊行前に問題の箇所を修正した。
『GL』第25号では「感情スペクトラム」の設定が詳しく解説され、グリーンランタン隊やシネストロ・コァと組織構成を同じくする各色のコァが五つ導入された。全部で七つのコァは、それぞれ虹の7色で表される感情から力を引き出す（赤は怒り、オレンジは貪欲、黄色は恐怖、緑は意志力、青は希望、藍はあわれみ、紫は愛）。本作の中では、ガーディアンズ・オブ・ザ・ユニバースから追放されたガンセットとセイドが希望を表す青のコァを創設しようとする。一方でアンチモニターは八つ目のコァ「ブラックランタン隊」のパワー源となる。黒は死と「活力や感情の欠如」を象徴している。同号はまた、2009年のイベント「ブラッケスト・ナイト」の伏線でもある。「ブラッケスト・ナイト」の制作は2007年の初頭にはすでに始まっていた。

## 刊行の履歴

### 制作
『シネストロ・コァ・ウォー』の原作者ジェフ・ジョーンズとデイヴ・ギボンズは、アラン・ムーアとケヴィン・オニールが1986年に書いた短編「タイガース (Tygers)」からいくつかのアイディアを取り入れている。例としては「漆黒の夜」の予言、究極のランタン隊員ソダム・ヤット、考える都市ランクス、ホワイトローブの子らがある。超知性をもつウィルスのランタン、リーズル・ポンはムーアの短編「モゴは引っ込み思案」で言及されただけの些末なキャラクターだったが、それから25年を経て本作で活躍を見せた（『GL』第25号）。
『シネストロ・コァ・ウォー』の制作は2006年9月に始まった。刊行形式はなかなか確定せず、プロローグ号とエピローグ号の間にタイイン誌が挟まる形から単巻の特大号まで二転三転した。タイトルは初め『シネストロ・コァ』だったが、途中で制作者によって「ウォー」が付け加えられた。最終的な刊行形式は、7月発売のワンショット特別号に始まり、11月まで『GL』誌と『GLC』誌で交互にストーリーが進展するというものだった。さらに、DC社は本作の出だしの売れ行きを認めて『テールズ』ワンショット全4号を企画した。
本作が最初に告知されたのは、2006年ファン・エクスポ・カナダにおけるDCクリエーターのパネルにおいて、制作者ジョーンズとイーサン・ヴァン・スカイヴァーの口からだった。ジョーンズは本作を「『リバース』の次の段階」と呼んだ。2007年1月にはジョーンズ、ギボンズ、編集者ピーター・トマシによってストーリーの大筋が固められた。スターリング・ゲイツはジョーンズがコンベンションで会った人物だが、スーパーマン・プライムのワンショットに収録された短編の原作を任された。また Green Lantern/Sinestro Corps Secret Files #1の原作をジョーンズと共作した。
ジョーンズは本作を「全宇宙を舞台にした第二次世界大戦」と呼んだ。また2007年9月のインタビューでは『スター・ウォーズ』三部作に例え、『リバース』が『新たなる希望』、本作が『帝国の逆襲』にあたると述べた。
作画のアイヴァン・ライスは見開きイラストの中に、E.T.、アルフ、プレデターなどのキャラクターを紛れ込ませている。また、『ザ・シンプソンズ MOVIE』に登場するコミックブックファンが「グリーンランタンは「EPA」という音を出す」と言い張っていたことを受けて、『GL』第25号でその効果音が実際に使われた。

### 刊行
『シネストロ・コァ・ウォー』の本編第1話はワンショット『グリーンランタン：シネストロ・コァ・スペシャル』（以下『スペシャル』。2007年6月）で発表された。第2話から第11話までは同年8月から12月にかけて『GL』21号～25号、『GLC』14号～18号に交互に掲載され、さらにエピローグが『GL』第26号に掲載された。またサイドストーリーとして『テールズ』ワンショットが計4号発行され、『ブルー・ビートル』誌第20号でタイインが行われた。『GLC』第19号の内容は、本作への反響を受けてソダム・ヤットとスーパーマン・プライムの戦いを描くものに変更された。ストーリーの完結後、12月に Green Lantern/Sinestro Corps Secret Files #1 が刊行された。同書ではそれぞれの陣営を扱った短編ストーリーや、グリーンランタン・コァとシネストロ・コァの全メンバーのリストが掲載された。
DC社内では単行本の形式について多くの議論があったが、最終的にハードカバー2巻本と決まった。2008年2月に発行された第1巻には5話までが、同年6月の第2巻には残りの6話が収録された。また、2008年6月に発行されたハードカバーにはタイイン号とバックストーリーが収録された。この時期DC社は耐久性のあるハードカバー単行本を先に出し、後にソフトカバーで再版する方針を取っていた。

#### テールズ・オブ・ザ・シネストロ・コァ
本編ストーリーのほか、2007年9月から12月の間に『テールズ』ワンショット号が全4号発行された。これらは本作の発売後、売れ行きの好調を受けて後からクロスオーバーに追加されたものである。2008年6月のハードカバー本には4号とも収録されている。各号の中心となるキャラクターは以下の通りである。
- パララックス（作：ロン・マーズ、画：アドリアナ・メロ、マーロ・アルキザ）[37]
- サイボーグ・スーパーマン（作：アラン・バーネット、 画：パトリック・ブレイン、ジェイ・リーステン）[35]
- スーパーマン・プライム（作：ジェフ・ジョーンズ、画：ピート・ウッズ）[38]一時はアンチモニターが主役となる予定だった[35]。短編「恐怖は赤子の泣き声 (Fear is a Baby's Cry)」（作：スターリング・ゲイツ、画：ジェリー・オードウェイ）が併録された。
- イオン（作：ロン・マーズ、画：マイケル・ラコーム）[39]

### 評価と発行部数
全体的に見て、『GL』誌は本作のおかげでDC社でもっとも高い収益を生み出すタイトルの一つになった。本作の第1話である『スペシャル』誌は2007年6月に販売され、即日で完売した。この号は4回増刷され、そのたびにヴァン・スカイヴァ―が新しいヴァリアント・カバーを描いた。8月までの発行部数は89,000部を超え、異例なことにその36%は再注文によるものだった。7月から8月にかけて刊行された続く4話（『GL』第21,22号、『GLC』第14,15号）も完売し、増刷が行われた。『GLC』第14号は第3刷まで行った。また『GL』第23号と『テールズ：パララックス』第1号も後に増刷された。『ブルービートル』第20号も本作へのタイインにより、前月比75%の部数増を果たした。
本作『シネストロ・コァ・ウォー』への評価は非常に良好だった。IGNは本作を「スマッシュヒット」とし、Newsarama は「DCが贈るアクション満載の冒険物語」、「DCの今年の超大作」と表現した。Comic Book Resources (CBR) は2007年10月半ばに、「『ワールド・ウォー・ハルク』は『シネストロ・コァ』を手本とすべき」と題する論説を掲載し、本作の方が『ハルク』よりも分量が倍近く多く、刊行間隔も広いにもかかわらず、ストーリーの勢いが全く衰えていないと述べた。またCBRは本作を「2007年のベスト」リストに載せ、ジェフ・ジョーンズを「2007年の最優秀原作者」の一人に挙げた。2008年、イーサン・ヴァン・スカイヴァ―は『スペシャル』誌の作画でアイズナー賞の候補に挙げられた。
DCコミックス総編集長ダン・ディディオは本作のストーリーを「今年出した中でベスト、疑いない」と称賛し、翌年の「ファイナル・クライシス」やそれ以降のクロスオーバー作品の手本と呼んだ。

### 合本
本編ストーリーはまず全2巻の単行本にまとめられ、次いで全1巻の単行本が出された。サイドストーリーは独立の単行本になった。
- Green Lantern: The Sinestro Corps War
  - ペーパーバック版（2011年9月）、ISBN 1-4012-3301-5。

全336ページ。
- Green Lantern: The Sinestro Corps War Volume One
  - ハードカバー版（2008年2月）、ISBN 1-4012-1650-1。
  - ペーパーバック版（2009年5月）、ISBN 1-4012-1870-9。

全176ページ。収録号: Green Lantern vol. 4 #21–23, Green Lantern Corps vol. 2 #14–15, Green Lantern: Sinestro Corps Special（抜粋）。
- Green Lantern: The Sinestro Corps War Volume Two
  - ハードカバー版（2008年6月）、ISBN 1-4012-1800-8。
  - ペーパーバック版（2009年6月）、ISBN 1-4012-2036-3。

全192ページ。収録号: Green Lantern vol. 4 #24–25, Green Lantern Corps vol. 2 #16–19。
- Green Lantern: Tales of the Sinestro Corps
  - ハードカバー版（2008年7月）、ISBN 1-4012-1801-6
  - ペーパーバック版（2009年6月）、ISBN 1-4012-2326-5。

全200ページ。収録号:Tales of the Sinestro Corps: Parallax #1, Tales of the Sinestro Corps: Cyborg-Superman #1, Tales of the Sinestro Corps: Superman-Prime #1, Tales of the Sinestro Corps: Ion #1, Green Lantern/Sinestro Corps Secret Files #1, Green Lantern: Sinestro Corps Special #1（抜粋）, Green Lantern vol. 4 #18–20（抜粋）。

### 日本語版
2018年2月から3月にかけて、ヴィレッジブックスから『グリーンランタン：シネストロ・コア・ウォー』単行本全2巻が発売された。『スペシャル』、『GL』計5号、『GLC』計6号、『テールズ』全4号が収録された。翻訳は石川裕人と今井亮一による。

## メディア展開
2008年、DCコミックス総編集長ダン・ディディオはNewsaramaでのインタビューにおいて本作を Justice League: The New Frontier と同様なOVA作品にしたいと発言している。2012年の映画『グリーン・ランタン』は企画当初には本作のストーリーが用いられる予定だった。またジェフ・ジョーンズによれば、ジョーンズがジム・リーとともに製作に参加しているビデオゲーム『DCユニバース・オンライン』には本作の要素が使われている。